# Soveria Simeri
Soveria  Simeri község (comune) Olaszország Calabria régiójában, Catanzaro megyében.

## Fekvése
A megye északkeleti részén fekszik. Határai: Sellia, Sellia Marina, Simeri Crichi és Zagarise.

## Története
A települést a 16. század második felében alapították, egy a 14. században malária miatt elnéptelenedett település (Simeri) helyén. A 19. század elején vált önálló községgé, amikor a Nápolyi Királyságban felszámolták a feudalizmust.

## Népessége
A népesség számának alakulása:

## Főbb látnivalói
- Santa Rita-templom
- Madonna dell’Addolorata-templom